# Jean François De Boever
Jean François De Boever (Gand, 8 juin 1872 - 23 mai 1949) était un peintre belge. Il suivit les cours à l'Académie royale des Beaux-Arts de sa ville natale sous la direction de Louis Tytgadt, dont il épousa plus tard la nièce.

## Biographie

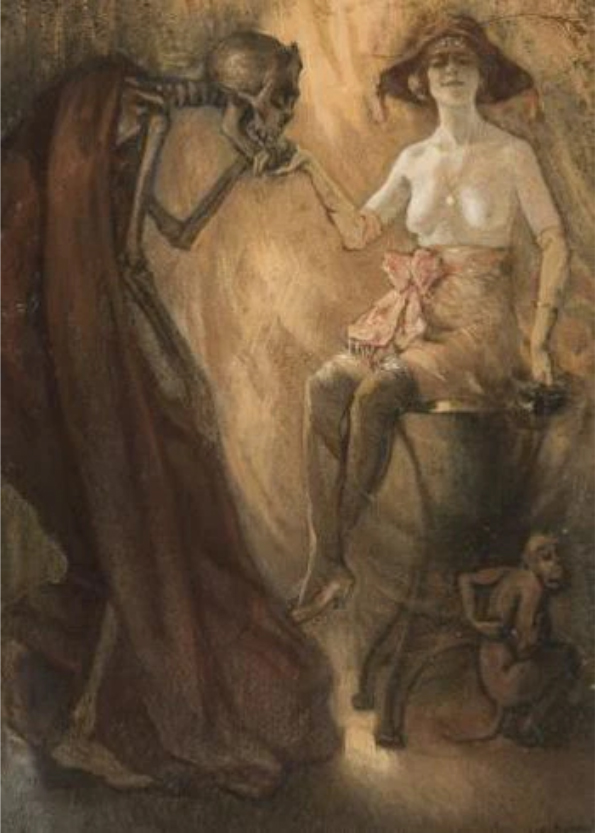
Le baiser de la main

Jean François De Boever fut introduit par Tytgadt dans le milieu de la haute bourgeoisie et de la noblesse ; ainsi il devint vite un portraitiste respecté et une valeur sûre aux Salons officiels de Gand, Anvers, Bruxelles et Liège.
Soudainement, en 1909, il modifia complètement son style. Il commença à peindre des femmes lascives évoluant dans un décor morbide. Ses tableaux seront submergés de squelettes et d'un érotisme sans bornes. Des femmes quasiment nues étaient représentées comme servantes du diable, des esclaves qui devaient établir son royaume sur terre. À ses yeux, l'homme devenait un jouet flasque, contraint à se soumettre à ses moindres caprices.
En 1914, il commença, à la demande de son mécène Speltinckx, l'illustration du recueil de poésies "Les Fleurs du mal" de Charles Baudelaire. En 1924 seulement, la série de 157 gouaches sera complète ; 86 de ces gouaches ont été retrouvées. On les considère parfois comme le chef-d'œuvre de De Boever.
Dès qu'il eût trouvé son propre style, c'est-à-dire un genre de symbolisme particulier adhérent au décadentisme, il refusa toute évolution. Littérature, musique et mythologie seront les sources de son inspiration artistique.
Son art semblait destiné au succès jusqu'en 1935, lorsque l'effet de la crise financière finit par toucher sa clientèle. Il baissa fortement le prix de ses tableaux, mais en vain. Pourtant ceci ne l'empêche pas de continuer à peindre à sa façon et dans le même genre, jusqu'à son décès en 1949.
Il était membre de l'association Kunst en Kennis.